# Orden der Lilie (Rom)
Der Orden der Lilie war ein italienischer Ritterorden, der durch den Papst Pius V. 1546 gegründet wurde. 10 Jahre später bestätigte sein Nachfolger Paul IV. den Orden und stellte ihn in der Wichtigkeit über die anderen Ritterorden des Landes. Eine blühende Lilie auf einem Medaillon bildete das Ordenszeichen. Im Avers zeigte es den heiligen Ambrosius und im Revers den Apostel Petrus.